# Barragem de Maranhão
A Barragem de Maranhão, ou Barragem do Maranhão, construída sobre o leito da Ribeira de Seda (na bacia hidrográfica do rio Tejo), localiza-se em Maranhão, na atual freguesia de Alcórrego e Maranhão pertencente ao município de Avis, no Distrito de Portalegre, em Portugal.
Concluída no ano de 1957, tem uma capacidade de 205,4 hm³, com uma área de 1 960 hectares. Possui uma capacidade de descarga máxima de 1600 m³/s.
O comprimento do coroamento é cerca de 204 m, com um volume de aterro de 592.000 m³ e uma altura acima do terreno natural de 49 m.
Possui uma central hidroeléctrica com um grupo gerador que produz em ano médio 13,1 GWh. A albufeira da barragem é muito utilizada na pesca desportiva.
A Barragem do Maranhão é propriedade da Associação de Regantes e Beneficiários do Vale do Sorraia e, conjuntamente com a Barragem de Montargil e a Barragem de Magos alimenta o Canal do Sorraia